# IC 1916
IC 1916 — галактика типу SB? (компактна витягнута галактика) у сузір'ї Годинник.
Цей об'єкт міститься в оригінальній редакції індексного каталогу.